# شولوخف ۲۴۴۸
سیارک ۲۴۴۸ (به انگلیسی: 2448 Sholokhov، نامگذاری:1975BU) دو هزار و چهارصد و چهل و هشتمین سیارک کشف شده‌است که در ۱۸ ژانویه ۱۹۷۵ کشف شد.
قدر مطلق سیارک برابر ۱۰٫۴۰ است.